# LALAMOVE
LALAMOVE，在中国大陆称货拉拉，是一家在2013年於香港成立的科技物流公司，由Easy Mobile Logistics Hong Kong Limited營運，提供即時、當日和預約訂單的物流貨運服務。在台灣工商登記為小蜂鳥國際物流有限公司，非官方中文譯名有啦啦快遞及啦啦宅配。

## 企业发展

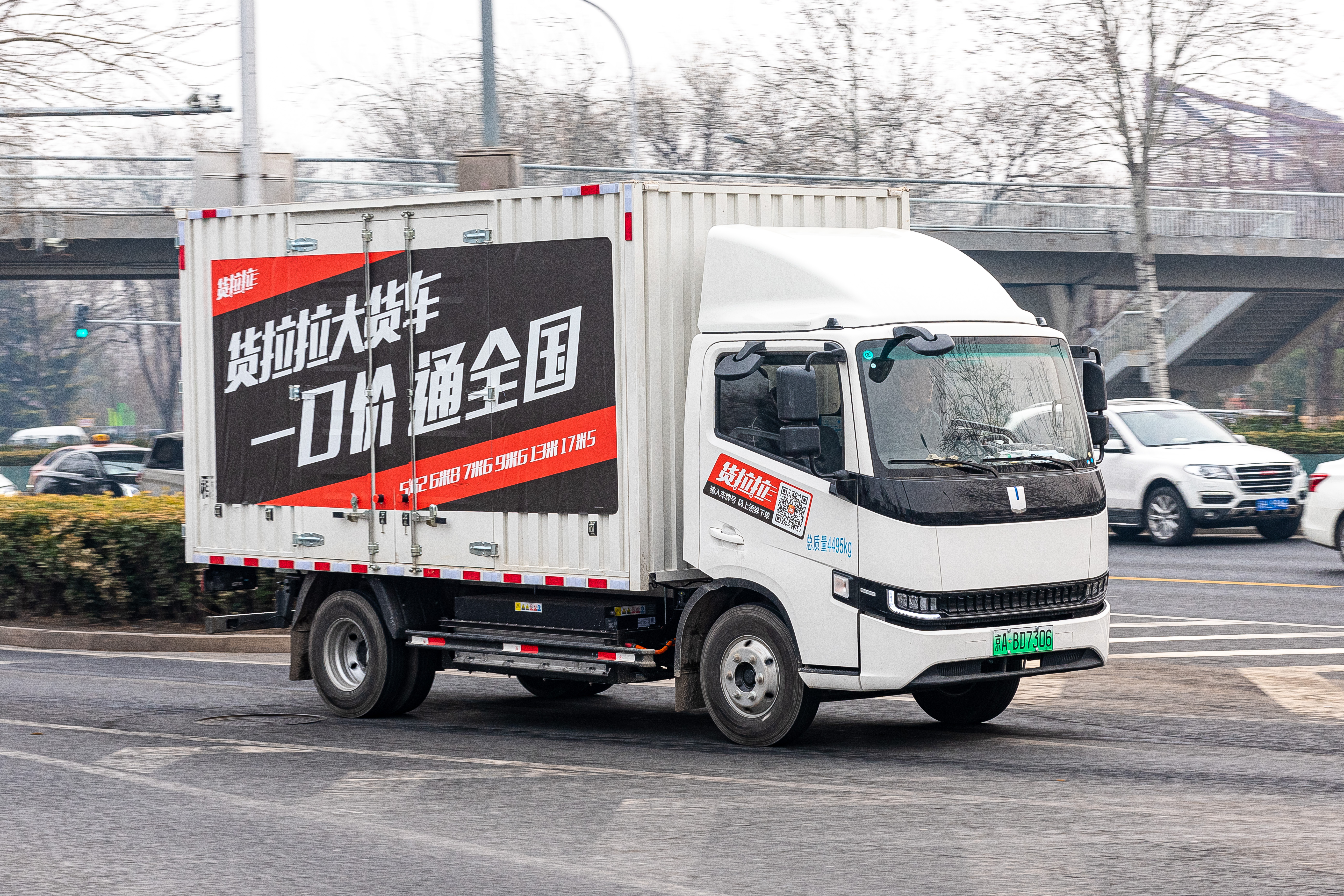
货拉拉在北京使用的吉利远程星智纯电动轻卡

周勝馥於2013年12月在香港成立「Lalamove」，最初名為Easyvan，在2014年更名為Lalamove。
2014年，Lalamove将服务擴展到中国大陆、新加坡市场。2015年，在台灣台北與泰國曼谷拓展新據點。
2018年，服務已遍佈東南亞的11個城市，並在印度開始營運。2019年，開始往拉丁美洲發展，目前在巴西聖保羅、里約熱內盧和墨西哥皆有提供服務。
2019年，完成D輪三億美元融資。2020年3月，參加Inteluck的B輪融資前的首筆戰略投資；同年12月，完成E轮5.15亿美元融资。
截至2020年11月，货拉拉在中国大陆市场已覆盖352个城市，平台每月平均活躍司機數48萬，每月平均活躍用戶高達720萬。

## 科技
Lalamove運用手機APP，幫助用戶在有運送需求時能即時媒合到司機，另外，司機亦有專門的司機版APP方便管理運送流程。Lalamove提供用戶不同的車型選擇， 如：摩托車、廂型貨車、貨車及卡車，用戶可依所要運送的商品體積挑選適合的車型做運送，摩托車也可提供速遞服務。另外，Lalamove提供企業API串接服務，藉此希望以大量訂單創建無縫的服務。

## 地區

### 台灣
在台灣起初提供以機車為主要的即時快遞服務，但由於機車快遞市場已由Uber eats及foodpanda佔據多數版圖，近幾年四輪貨車運送服務為發展重點做出差異化。除了一般文件寄送，同時提供企業門市調貨、搬家、大型展架搬運、易碎商品、大宗貨件等等運送服務。2020年時將服務擴展至全台，可由雙北及桃園地區運送至全台各地區。

## 其他市場活動
2020年3月，2019冠状病毒病疫情期間，Lalamove協助台北市教育局將口罩、酒精配送至雙北各個補習班，提供學生孩童安心學習的教育環境。2020年6月，Lalamove在端午節前夕攜手台北家扶基金會並邀請旗下多位司機協助家扶大安、士林、南港等三個服務處上百次的到宅配送服務 ，提供台北上百處的弱勢家庭客製化配送服務，讓許多因不便前往中心領取的家戶得以收到善心物資，解決長年的物資分配困擾。
疫情期間，Lalamove發起了“ Deliver Care CSR”計劃，向非政府組織免費提供服務。Deliver Care計劃替一線醫療機構和貧困家庭提供了20多萬種物資，包括口罩、手部消毒酒精、個人防護設備和食品等等，總共有超過86,000人受益。Lalamove還與菲律賓奎松市的地方政府合作，推出了新型的運送服務－LalaJeep，目的是在幫助因2019冠狀病毒病疫情而失業的吉普車司機。
根据2022年2月7日的官網資訊，Lalamove已在亞洲和拉丁美洲超過30個城市發展。

## 争議

### 7.19事件
2019年7月19日，Lalamove中國深圳公司总部所在地（行政处罚决定书载明发生地：中华人民共和国广东省深圳市福田区梅林多丽工业园）发生聚众扰乱公共场所秩序事件，宋智文（男，44岁，中国湖南新田县人，Lalamove司机微信群成员）等人被深圳市公安局福田分局处以最高达15天拘留等的行政处罚措施。行政处罚决定书未公布宋智文等人的陈述和申辩、视听资料、抓获经过等证据。

### 旗下司機涉嫌性骚扰
2018年8月5日，一名中國浙江杭州网民表示，一名货拉拉司机在该网友搬家后第三天于微信上发送骚扰内容，并称要找该網友“约炮”，涉事司机表示没有给该网友发过以上信息。

### Lalamove天价搬运费事件
2020年5月5日，当事人王先生说因打算搬家，于5月3日在Lalamove平台下单，支付440元人民幣之后与平台接单司机取得联系。对方在电话中表示，除支付的440元外，线下需根据情况，支付具体的人工搬运服务费用。5月4日下午，司机从他家里将打包好的东西搬至货车上，运至1.2公里外的新住所小区附近的马路，两名司机又将车上物品搬至小区门口处，之后称要收取其五千多元人工搬运费等高额费用。5月6日，货拉拉相关工作人员回应称，核查到该司机存在坐地起价问题，按平台相关规定结算，用户一共只需支付1730元的费用，并将涉事司机账号进行永久并冻结封号。目前平台正在与投诉的当事人协商处理，下一步将退还司机多收的费用。

### 倒瀉大閘蟹事件
2022年10月28日運送客戶的大閘蟹途中，於香港吐露港公路發生「倒瀉籮蟹」事件，司機忙亂之間無法在繁忙公路上收回大閘蟹，只好通知店主無法送貨。
店主尤小姐在事件中損失價值3,450元大閘蟹，向Lalamove索償後，起初僅獲賠110元運費，其後升至三倍運費即330元，但認為賠償金額不合理而拒絕接受。最終店主尤小姐獲得賠償3,000元，雙方達成協議。